# Svojšice (okres Příbram)
Svojšice (německy Swojschitz) jsou obec v okrese Příbram ve Středočeském kraji, asi 13 km jižně od Příbrami. Žije zde 117 obyvatel.

## Historie
První písemná zmínka o obci pochází z roku 1012. Kníže Oldřich daroval ves klášteru Ostrov (okolo roku 1030). Tomuto roku 1310 potvrzena a držena pak k Tochovicím, při nichž ještě v 16. století zůstávala. Od roku 1615 patřila k Březnici.

## Obecní správa

### Části obce
- Kletice (k. ú. Kletice)
- Svojšice (k. ú. Svojšice)

Sousedními obcemi sídla jsou Mirovice, Nestrašovice, Zbenice, Tušovice, Těchařovice a Chraštice.

### Územněsprávní začlenění
Dějiny územněsprávního začleňování zahrnují období od roku 1850 do současnosti. V chronologickém přehledu je uvedena územně administrativní příslušnost obce v roce, kdy ke změně došlo:
- 1850 země česká, kraj Plzeň, politický i soudní okres Březnice[4]
- 1855 země česká, kraj Písek, soudní okres Březnice
- 1868 země česká, politický okres Blatná, soudní okres Březnice
- 1939 země česká, Oberlandrat Klatovy, politický okres Blatná, soudní okres Březnice[5]
- 1942 země česká, Oberlandrat Plzeň, politický okres Strakonice, soudní okres Březnice[6]
- 1945 země česká, správní okres Blatná, soudní okres Březnice[7]
- 1949 Plzeňský kraj, okres Blatná[8]
- 1960 Středočeský kraj, okres Příbram
- 2003 Středočeský kraj, okres Příbram, obec s rozšířenou působností Příbram

### Starostové
- Josef Žid (2010–2014)
- Jiří Cíza (2014–?)
- Václav Smolka (?–současnost)

### Členství ve sdruženích
Svojšice jsou členem svazku obcí Březnicko, který byl založen v roce 2003.

## Společnost

### Rok 1932
V roce 1932 (přísl. Kletice, 258 obyvatel) zde byly evidovány tyto živnosti a obchody: cihelna, obchod s dřívím, hostinec, 2 koláři, kovář, krejčí, mlýn, obuvník, 2 rolníci, obchod se smíšeným zbožím, 2 trafiky, 2 truhláři.

## Doprava

### Dopravní síť
Do obce vedou silnice III. třídy. Železniční trať ani stanice či zastávka na území obce nejsou.

### Autobusová doprava 2024
Autobusovou dopravu v obci Svojšice zajišťuje společnost Arriva Střední Čechy. Obec je součástí Pražské integrované dopravy (PID). V obci se nacházejí zastávky Svošice a Svojšice,rozc. V Kleticích se nachází zastávka Svojšice,Kletice. Autobusová linka 511 zajišťuje spojení mezi Tušovicemi, Starosedlských Hrádkem, Horčápskem, Tochovicemi, Ostrovem, Lazskem, Milínem, Lešeticemi a Příbramí. V opačném směru míří do Březnice a projíždí obcemi Chraštice a Nestrašovice a dalšími vesnicemi na trase.